# Werner Ostendorff
Werner Ostendorff (Koningsbergen, 15 augustus 1903 - Bad Aussee, 1 mei 1945) was een Duits generaal van de Waffen-SS tijdens de Tweede Wereldoorlog (SS-Gruppenführer). Hij was een van de jongste commandanten van de Waffen-SS, toen hij overleed was hij pas 41 jaar.

## Militaire carrière
Werner Ostendorff begon zijn militaire carrière op 5 november 1925, toen hij bij het Jäger Regiment 1 kwam. Hier zou hij blijven tot maart 1934, tot hij naar de Luftwaffe ging. Hij was een bekwame piloot en kreeg de kans om in Rusland te dienen tijdens een uitwisselingsproject tussen Duitsland en de Sovjet-Unie.
Op 1 oktober 1935 kwam Ostendorff als officier bij de SS en werd naar de SS-Führerschule gestuurd in Bad Tölz. Tijdens de invasie van Polen, op 1 september 1939, was Ostendorff stafofficier van de Panzer Division Kempf. Tot juni 1942 had hij het commando over een kleine eenheid met de naam Kampfgruppe "Ostendorff", hij ontving het Duits Kruis in goud voor zijn acties met deze eenheid. Vervolgens werd hij stafchef van Paul Hausser en diende hij in Charkov en Koersk.
Op 23 november 1943, inmiddels bevorderd tot generaal-majoor, kreeg hij het bevel over de nieuw gevormde 17. SS-Panzergrenadier Division Götz von Berlichingen, waarmee hij vocht tijdens de slag in Normandië. Nadat hij gewond naar Duitsland was gegaan, keerde hij in 1944 terug bij de divisie. In november raakte hij nogmaals verwond en werd ontheven uit zijn functie. Na zijn herstel werd Ostendorff aangesteld als commandant van de 2. SS-Panzer-Division Das Reich, hij voerde het bevel van 29 januari tot 9 maart 1945. Hij raakte voor een derde keer gewond, ditmaal in Oostenrijk, en stierf in een veldhospitaal op 1 mei 1945.

## Familie
Op 7 oktober 1935 trouwde Ostendorff met Eva Berseck. Het echtpaar kreeg twee zonen en een dochter.

## Carrière
Ostendorff bekleedde verschillende rangen in zowel de Allgemeine-SS als Waffen-SS. De volgende tabel laat zien dat de bevorderingen niet synchroon liepen.
| Datum                                    | Reichswehr       | Luftwaffe         | Allgemeine-SS       | Waffen-SS                            |
| ---------------------------------------- | ---------------- | ----------------- | ------------------- | ------------------------------------ |
| 2 - 5 november 1925                      | Schütze          | —                 | —                   | —                                    |
| 1 april 1926                             | Offizieranwärter | —                 | —                   | —                                    |
| 1 augustus 1927                          | Gefreiter        | —                 | —                   | —                                    |
| 1 oktober 1927                           | Unteroffizier    | —                 | —                   | —                                    |
| 1 augustus 1928                          | Fähnrich         | —                 | —                   | —                                    |
| 1 augustus 1929                          | Oberfähnrich     | —                 | —                   | —                                    |
| 1 mei 1930 - 1 juni 1930                 | Leutnant         | —                 | —                   | —                                    |
| 1 juli 1933                              | Oberleutnant     | —                 | —                   | —                                    |
| 1 juli 1933 - 1 maart 1934               | —                | Oberleutnant      | —                   | —                                    |
| 1 maart 1934                             | —                | DLV-Schwarmführer | —                   | —                                    |
| 1 oktober 1935                           | —                | —                 | SS-Obersturmführer  | —                                    |
| 5 maart 1935 (met RDA vanaf 1 juli 1933) | —                | Oberleutnant      | —                   | —                                    |
| 30 januari 1936                          | —                | —                 | SS-Hauptsturmführer | —                                    |
| 1 juni 1939                              | —                | —                 | SS-Sturmbannführer  | —                                    |
| 13 december 1940                         | —                | —                 | —                   | SS-Obersturmbannführer der Waffen-SS |
| 1 maart 1942                             | —                | —                 | —                   | SS-Standartenführer der Waffen-SS    |
| 20 april 1943                            | —                | —                 | —                   | SS-Oberführer der Waffen-SS          |
| 20 april 1944                            | —                | —                 | SS-Brigadeführer    | Generalmajor in de Waffen-SS         |
| 1 december 1944                          | —                | —                 | SS-Gruppenführer    | Generalleutnant in de Waffen-SS      |

## Lidmaatschapsnummers
- NSDAP-nr.: 5081143[4] - 4 691 488[17][4] (lid geworden 1 mei 1937)
- SS-nr.: 257 146[16][17] (lid geworden 1 oktober 1935)

## Decoraties
Selectie:
- Ridderkruis van het IJzeren Kruis (nr.488) op 13 september 1941[5] als SS-Sturmbannführer en Operatie officier van de SS-Division "Reich"[18][19][15][4][17][12]
- Ridderkruis van het IJzeren Kruis met Eikenloof (nr.861) op 6 mei 1945[5] als SS-Gruppenführer en Generalleutnant van de Waffen-SS en Commandant van het 2. SS-Panzer-Division "Das Reich" (Postuum)[4][20][19][15][21][22]
- Duits Kruis in goud (verlening 129/1.) op 5 juni 1942[5] als SS-Standartenführer in Kampfgruppe SS "Reich"[4]
- IJzeren Kruis 1939, 1e Klasse (23 juni 1940[12][4][19][23]) en 2e Klasse (19 mei 1940[12][4][19][23])
- SS-Ehrenring[17][5]
- Ehrendegen des Reichsführers-SS[16][17][5]
- Gewondeninsigne 1939 zilver in 1944[4][5]
- Hij werd eenmaal genoemd in het Wehrmachtsbericht. Dat gebeurde op:

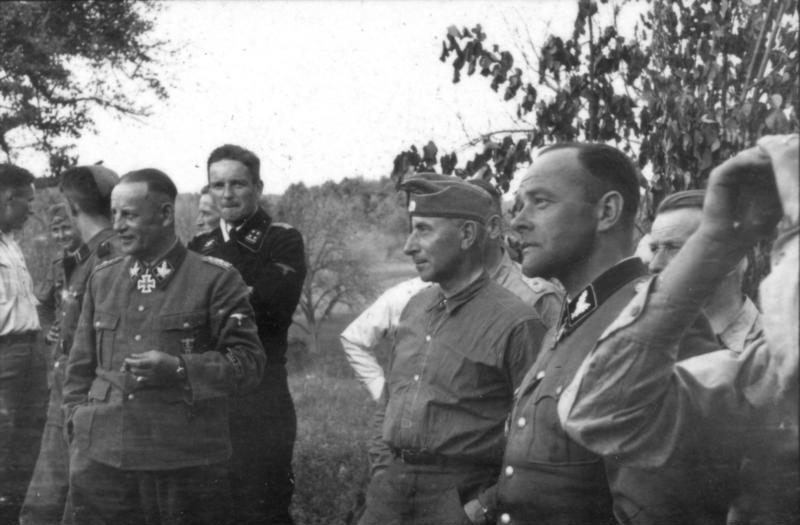
Walter Krüger, Hans von Reitzenstein, Paul Hausser en Ostendorff in Rusland, 1943.

- 29 juli 1944[19][4][24][5]